# Putativnotstand
Putativnotstand (von lat. putare, „glauben“, „meinen“) ist ein Begriff aus dem Strafrecht und bezeichnet das Begehen einer Straftat in der irrigen Annahme, es bestehe eine Notstandssituation (§ 34, § 35 StGB).
Liegt in Wirklichkeit keine gegenwärtige Gefahr für rechtlich geschützte Interessen vor, wird ein vermeintlicher rechtfertigender Notstand als vorsatzausschließender Erlaubnistatbestandsirrtum behandelt. Der Täter kann nur wegen fahrlässiger Begehung bestraft werden (§ 16 Abs. 1, § 15 StGB).
Bei einem vermeintlichen entschuldigenden Notstand wird der Täter nur dann bestraft, wenn er den Irrtum vermeiden konnte (§ 35 Abs. 2 Satz 1, § 17 StGB StGB). Die Strafe ist nach § 49 Abs. 1 zu mildern (obligatorische Strafmilderung, § 35 Abs. 2 Satz 2 StGB).
Der Täter muss eine gegenwärtige, nicht anders abwendbare Gefahr für Leben, Leib, Freiheit, Ehre, Eigentum oder ein anderes Rechtsgut annehmen und die Tat begehen, um diese vermeintliche Gefahr von sich oder einem Angehörigen oder einer anderen ihm nahestehenden Person abzuwenden.
Nach ständiger Rechtsprechung ist eine Gefahr im Sinne des § 35 Abs. 1 StGB ein Zustand, in dem aufgrund tatsächlicher Umstände die Wahrscheinlichkeit des Eintritts eines schädigenden Ereignisses besteht. Dazu zählt auch eine Dauergefahr, bei der ein länger andauernder gefahrdrohender Zustand jederzeit in einen Schaden umschlagen kann.
Gegenwärtig ist die Gefahr dann, wenn sich die Wahrscheinlichkeit des Schadenseintritts nach einem objektiven Urteil aus der ex-ante-Sicht so verdichtet hat, dass die zum Schutz des bedrohten Rechtsguts notwendigen Maßnahmen sofort eingeleitet werden müssen, um den Eintritt des Schadens sicher zu verhindern. Bei einer Dauergefahr ist eine solche Verdichtung der Gefahr dann anzunehmen, wenn der Schaden jederzeit eintreten kann, auch wenn die Möglichkeit offen bleibt, dass der Schadenseintritt noch einige Zeit auf sich warten lässt.